# Gafsza
Gafsza (arabul: قفصة, Qafṣah, korábbi írásmódja szerint: Gafsa)  város Tunéziában, a Gafsza kormányzóságban. A  2004-es népszámláláskor 84.676 lakosa volt. Kormányzósági székhely, és a tudósok szerint az ember egyik legősibb települési helye, az itt talált őskori leletek tanúsága szerint. A tudomány külön számon tartja a róla elnevezett capsai kultúrát.

## Fekvése
A P3 jelű út mellett, a Foszfátvidéken, a foszfátbányák közelében, Tunisztól délnyugatra.

## Története

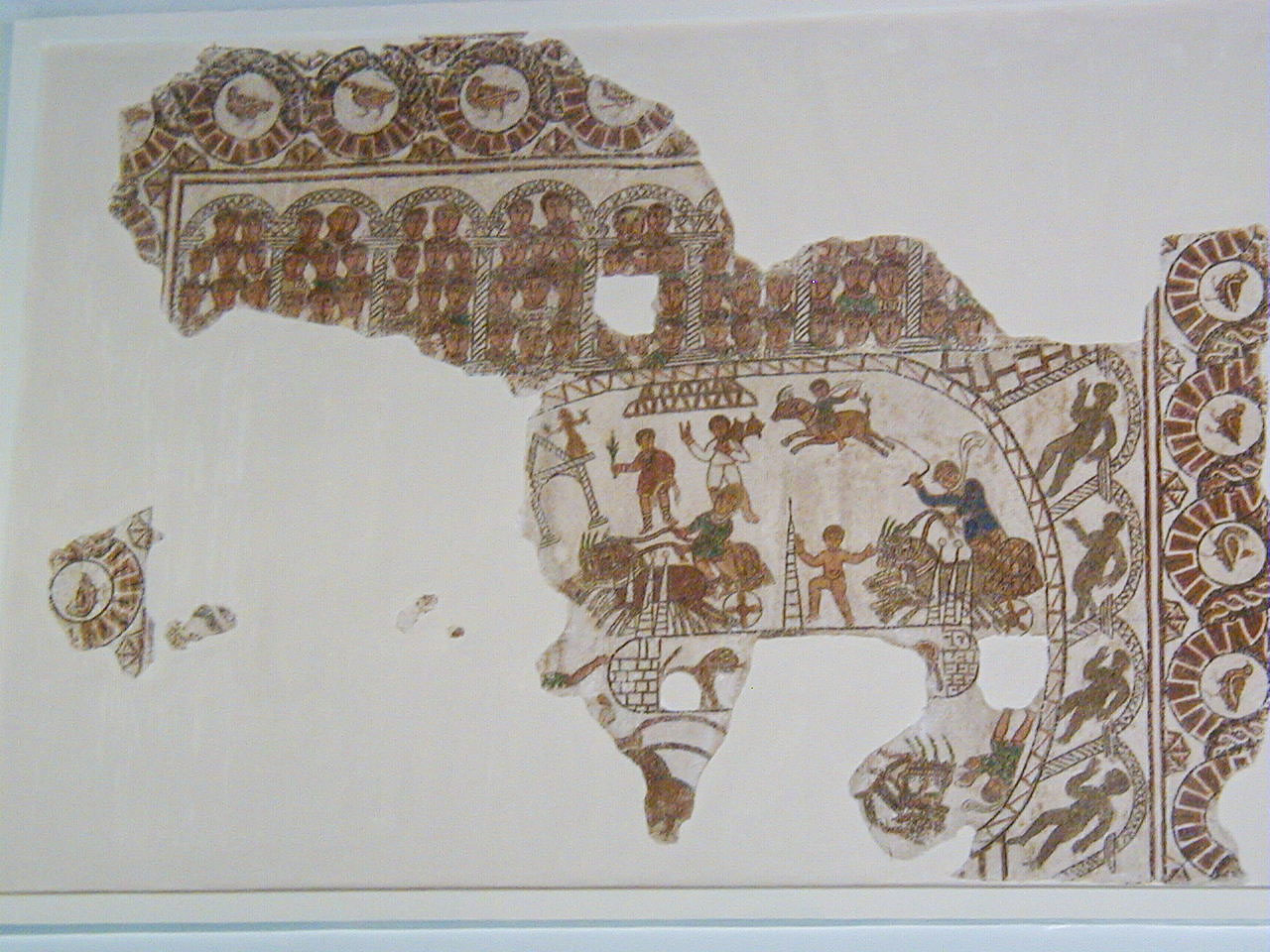
Gafsa, cirkuszi jelenetet ábrázoló freskótöredék

A városról először az i. e. 2. századból tudósít először a krónika, mint fontos numidiai településről. Az akkori rómaiak által elnevezett Capsát Caius Marius i. e. 106-ban foglalta el Jugurtha numidiai királytól. A császárság idején virágzó hely volt, amely előbb municipiummá, majd colonia rangjára emelkedett. A várfallal körülvett város neve a bizánci korszakban Capsáról Justinianára változott. 668-ban a bizánci krónikások leírása szerint az arab hódítók a városban és környékén 80 000 foglyot ejtettek. A keresztény berberek igen nehezen fogadták el a muzulmán vallást; Gafszában még a 12. században is használták a latint.

## Nevezetességek

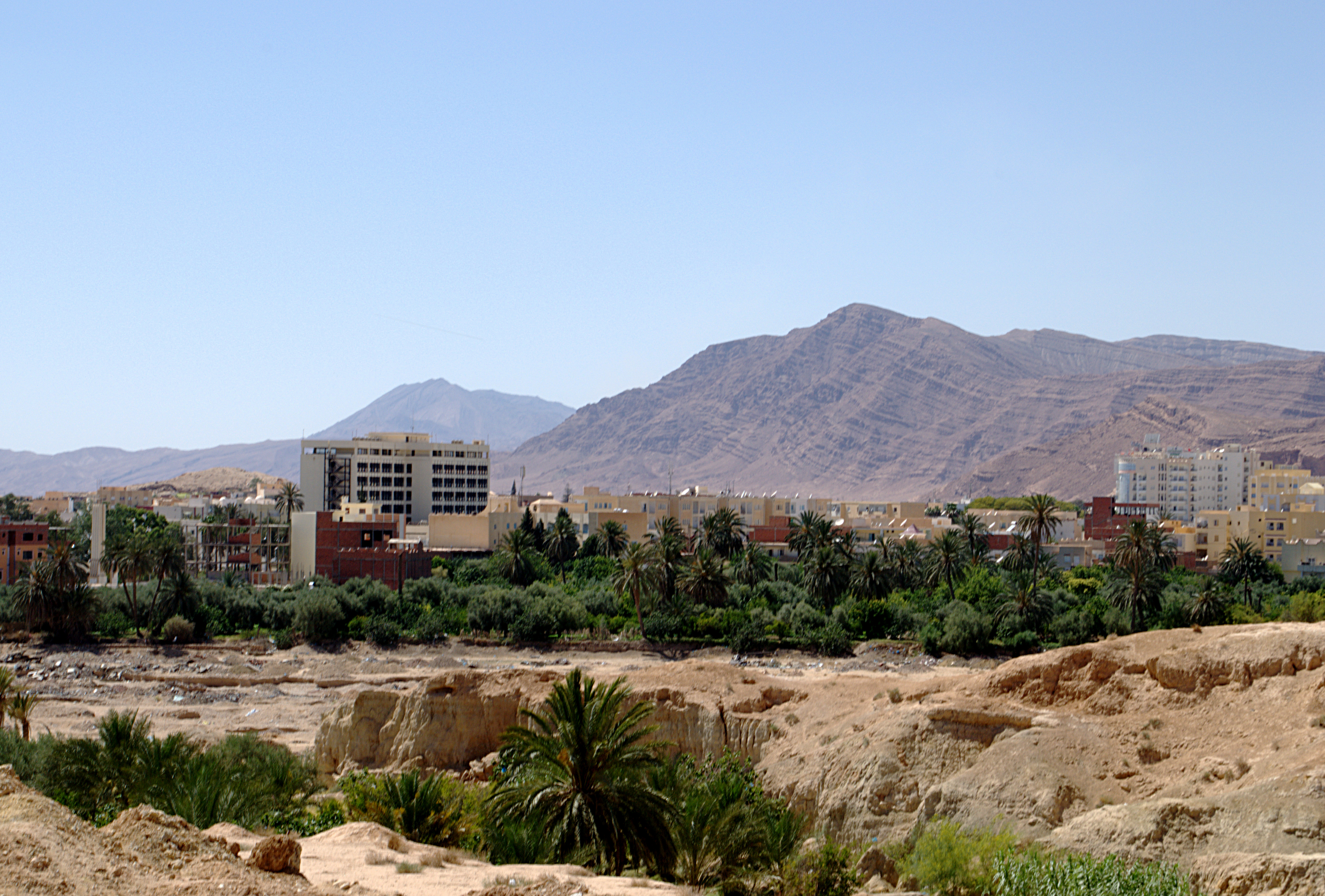
Gafsa

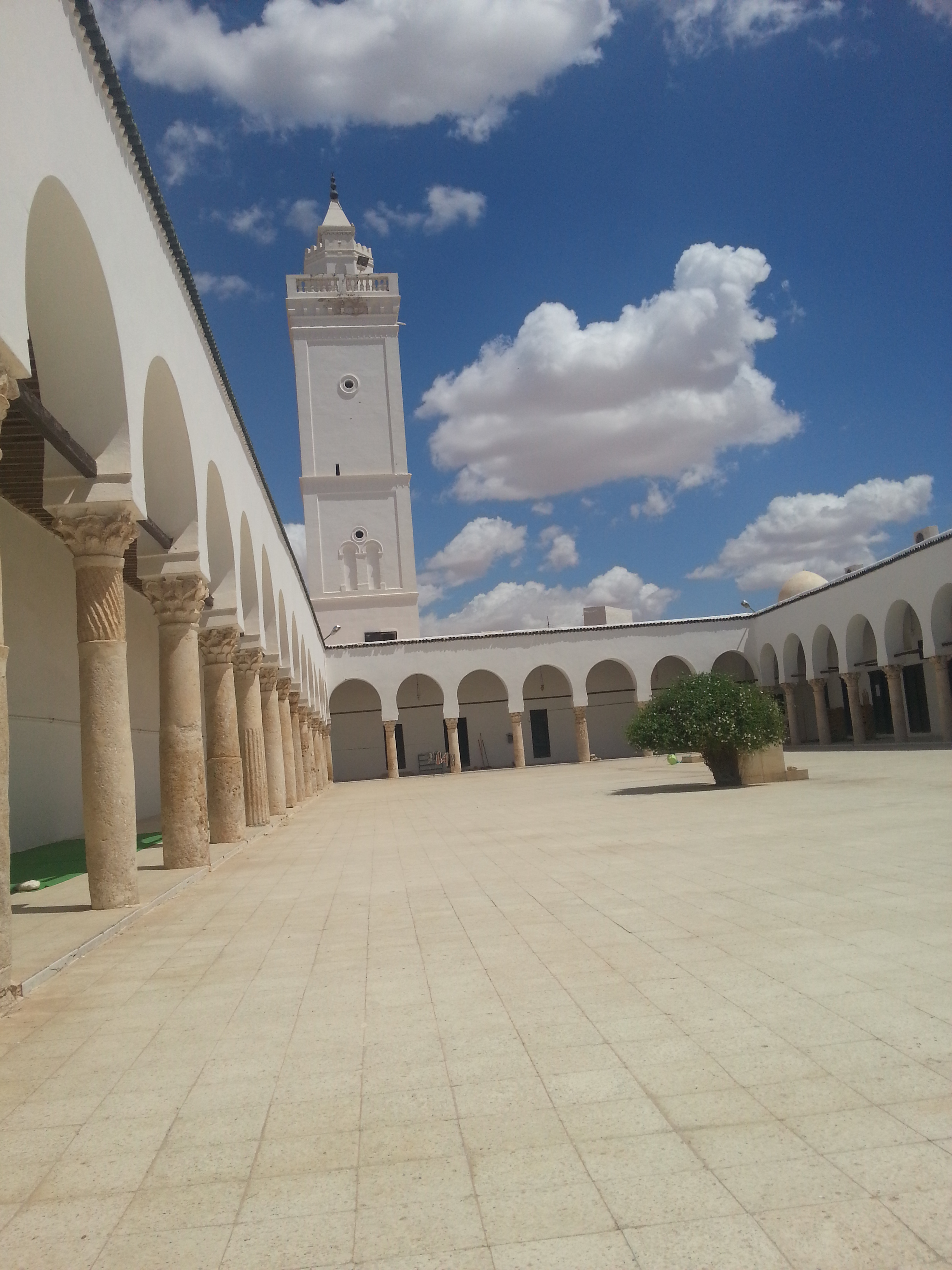
A Nagymecset és belső udvara

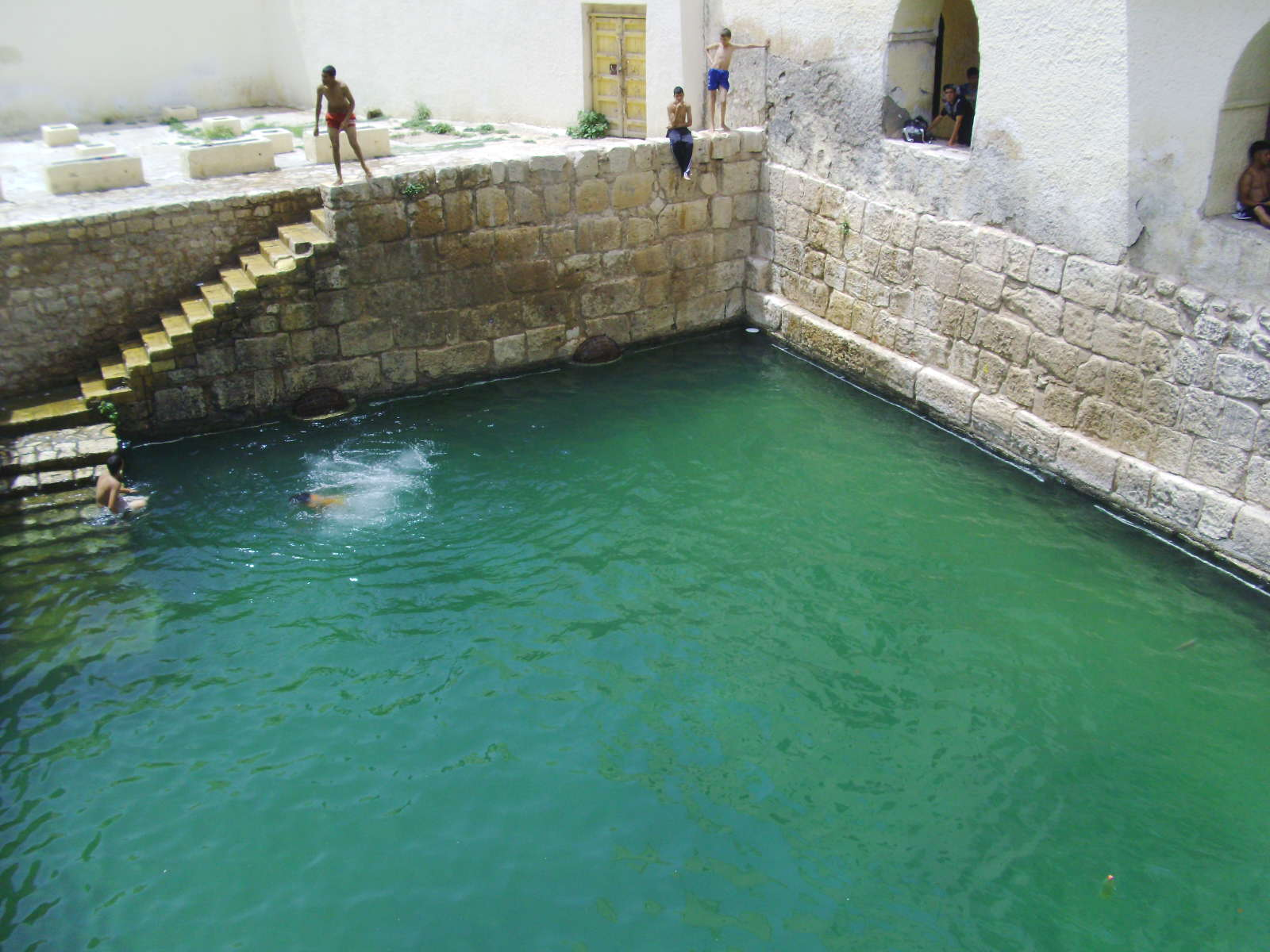
A római medencék egyike

- Római medencék - a két eredeti fürdőmedence a római kor épen maradt emléke. A 31 Celsius-fokos termálvízre épített római medence (piscines romaines) máig ugyanúgy használható, mint kétezer évvel ezelőtt.
- Nagymecset - A Nagymecset (Grande Mosquée) alaprajza kicsinyített kivitelben a kairouani nagymecset másolata. Egészen újnak számító minaretje 1969-ben épült. Csak a minaret udvara látogatható, az udvarát körülvevő árkádja antik oszlopok és oszlopfők beépítésével készült. Az imaterem szószékje szépen faragott, gazdag díszítésű famunka.
- Kasbah - a Nagymecsettől északra található; masszív falait még 1434-ben a Hafszidák építették.

## Galéria

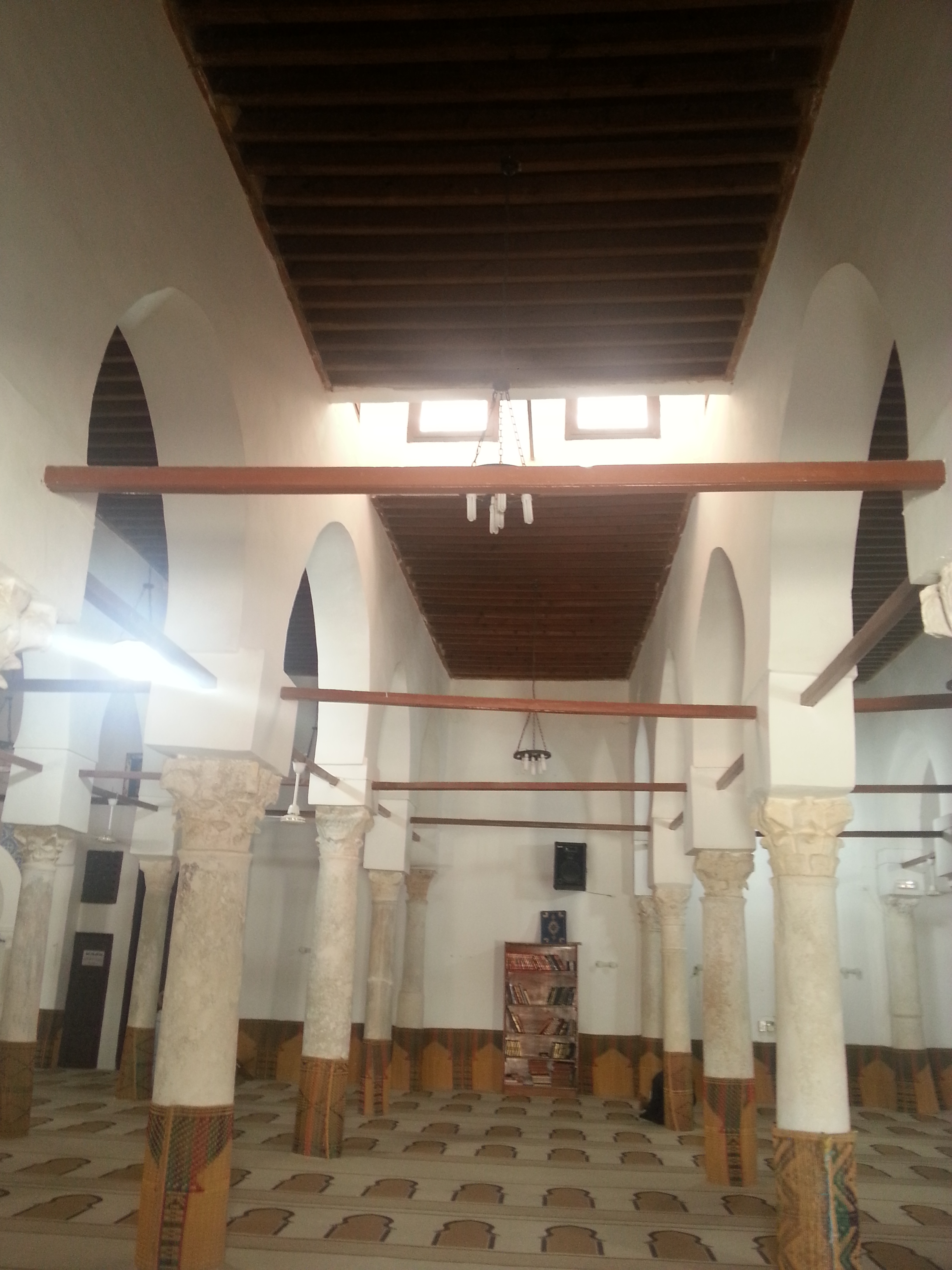
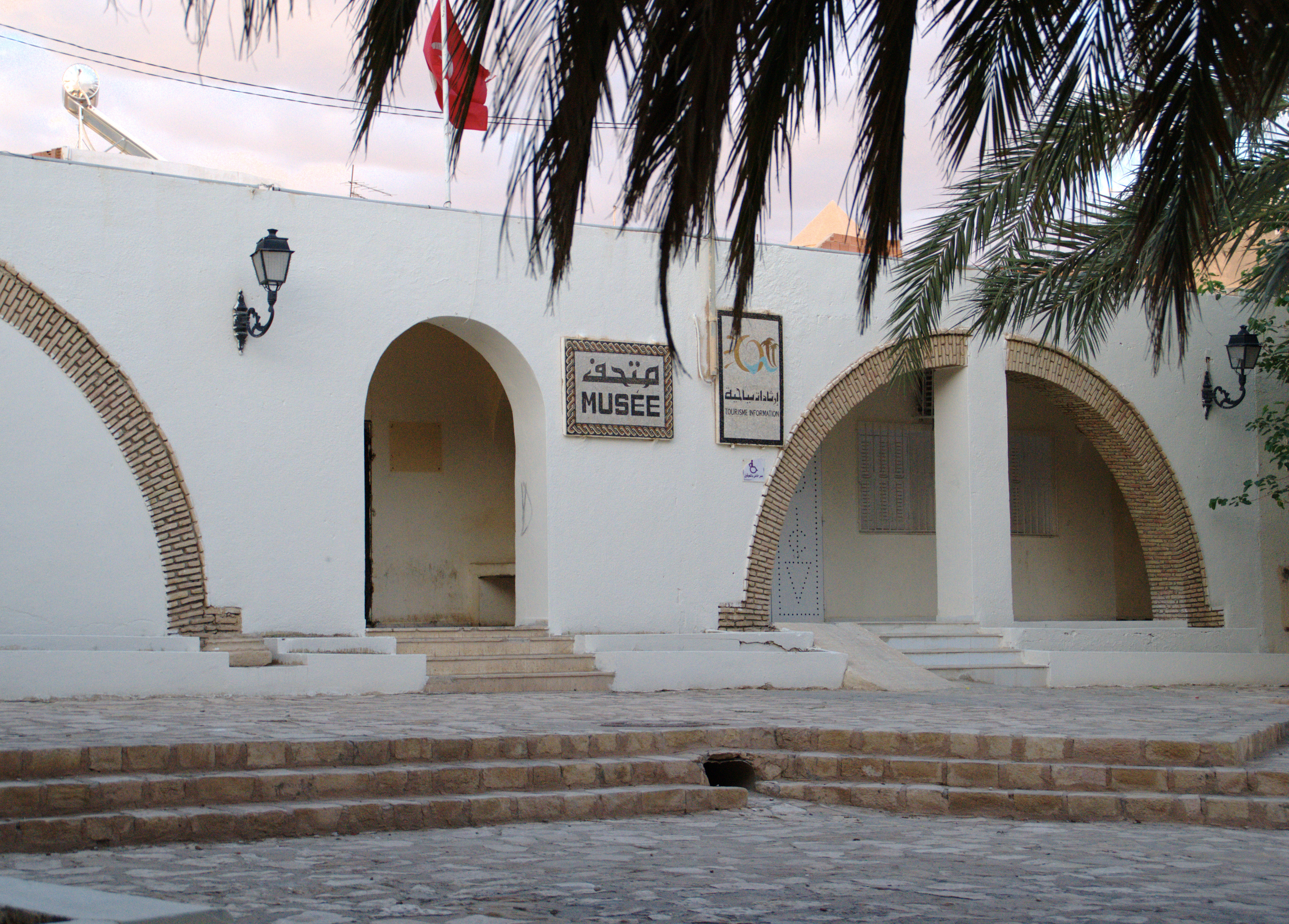
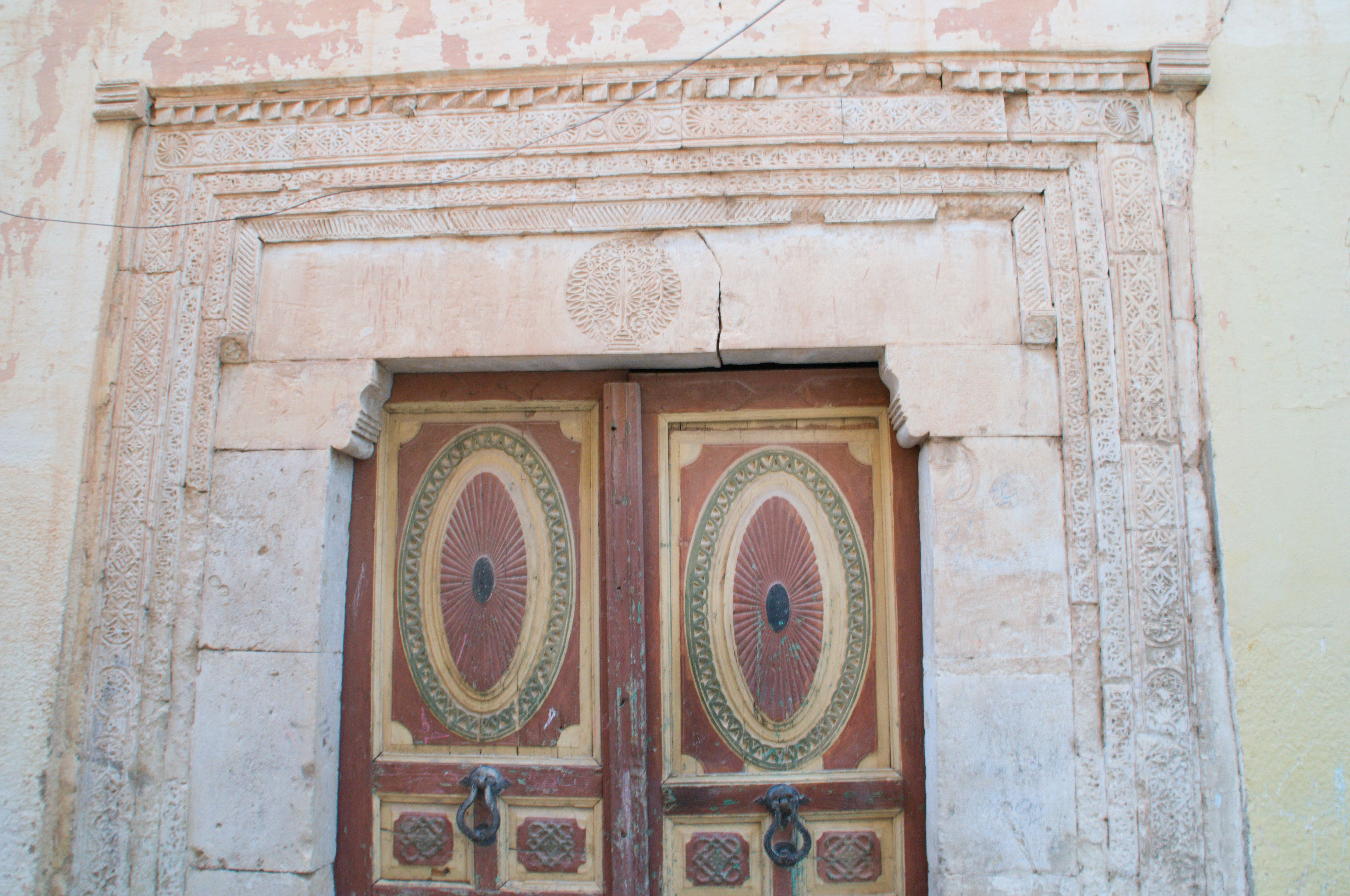
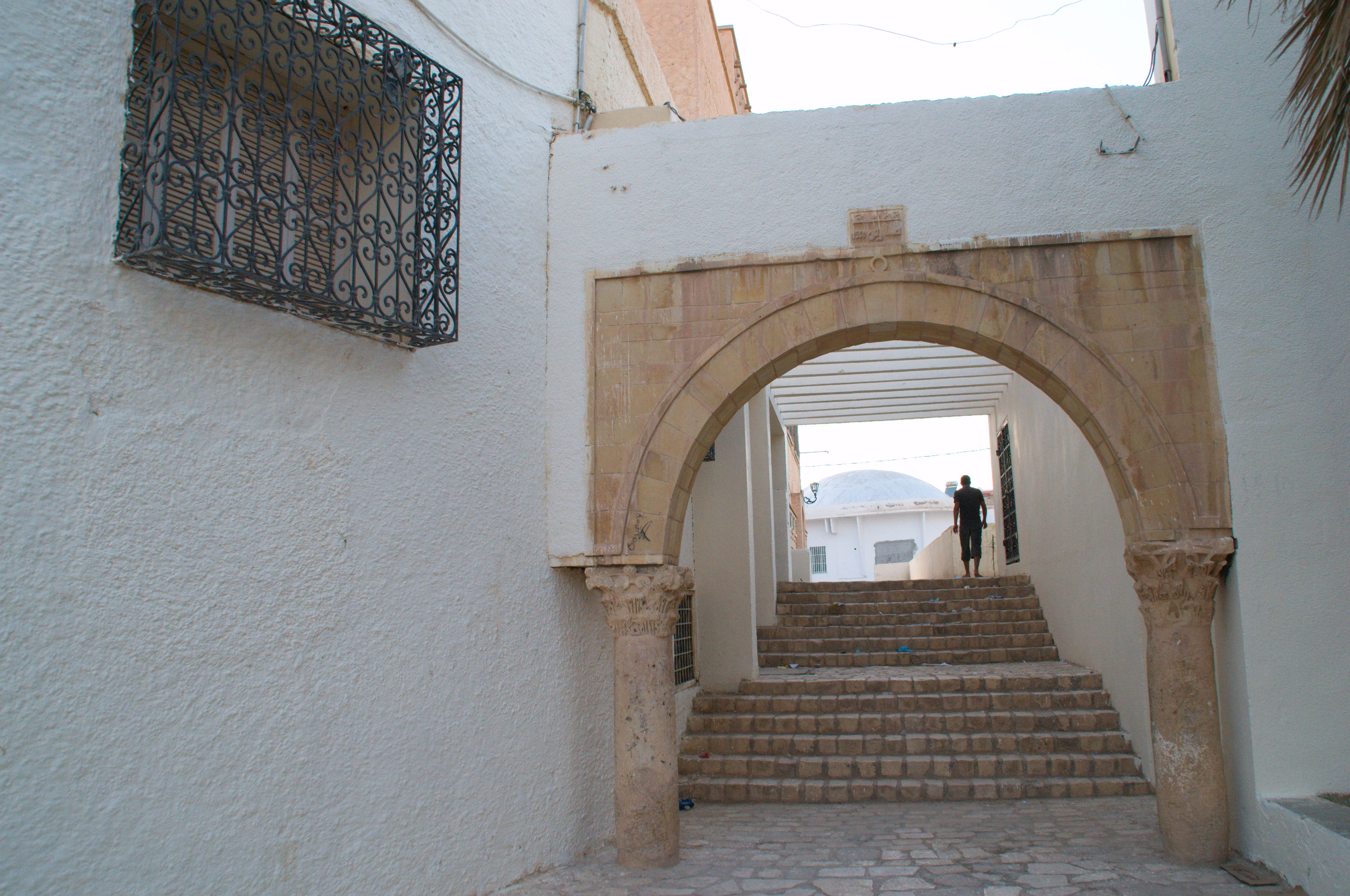
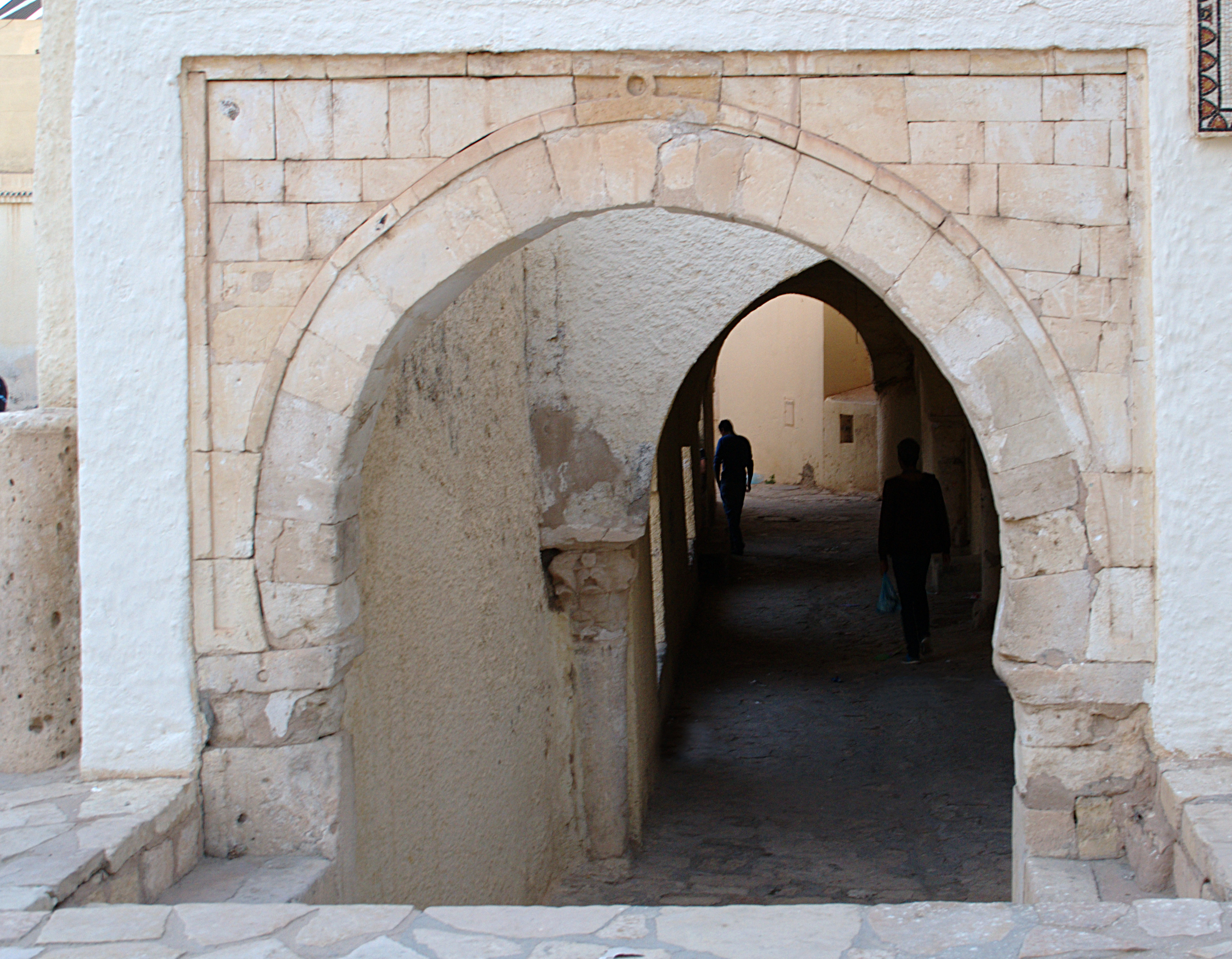
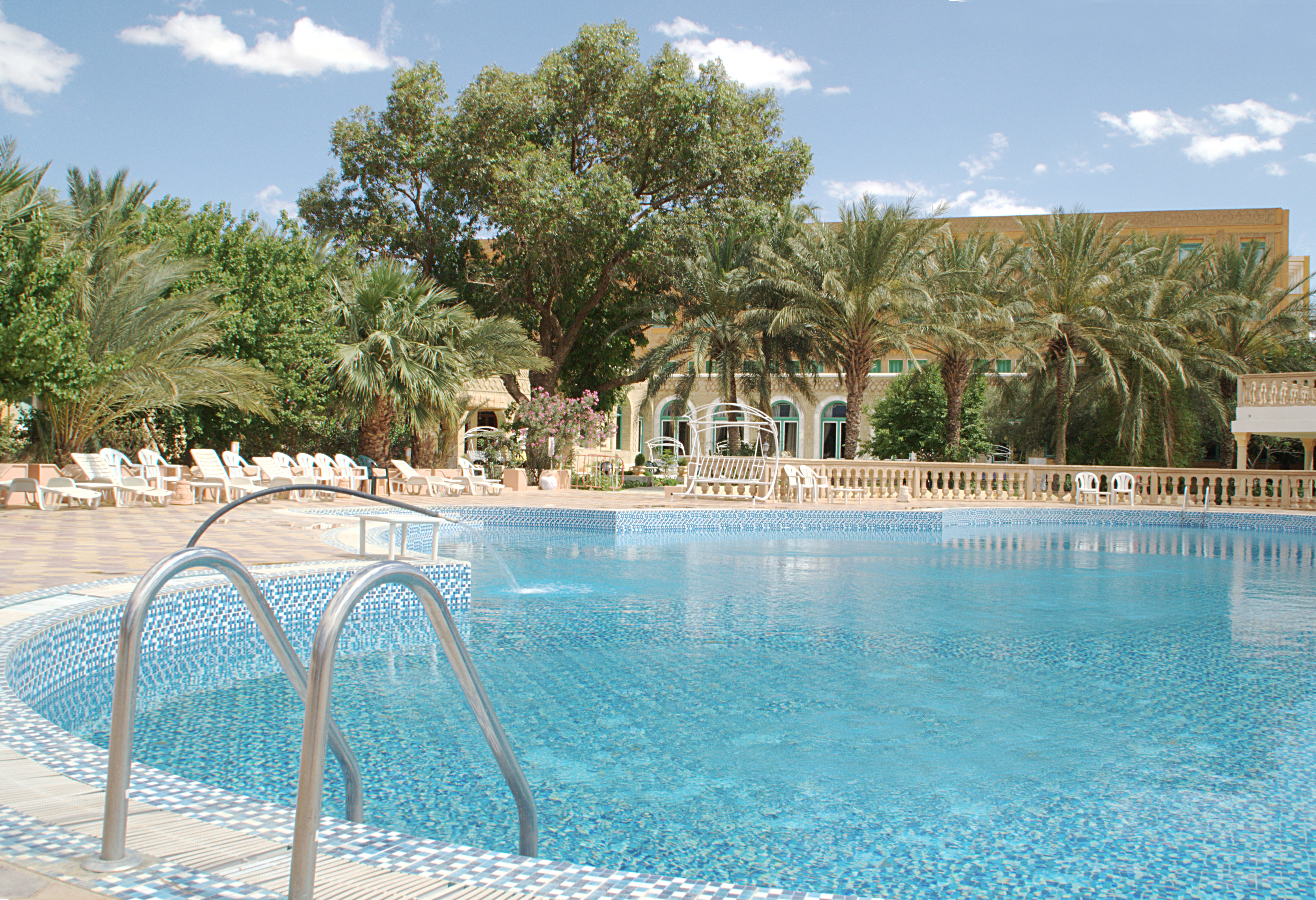